# 阿卜杜勒·卡迪尔·汗
阿卜杜勒·卡迪尔·汗（羅馬化：Abdul Qadeer Khan，1936年4月1日—2021年10月10日），出生于英屬印度博帕尔（今属中央邦）。他作为巴基斯坦核技术及冶金工程领域的专家，掌握着铀浓缩离心技术，被公认为是巴基斯坦原子能计划中铀浓缩项目的创始人和核心领导，被称为巴基斯坦“核弹之父”。